# Хубавене
Хубавене (болг. Хубавене) — село в Болгарии. Находится в Врачанской области, входит в общину Роман. Население составляет 394 человека.

## Политическая ситуация
В местном кметстве Хубавене, в состав которого входит Хубавене, должность кмета (старосты) исполняет Вергиния Иванова Иванова (независимый) по результатам выборов правления кметства.
Кмет (мэр) общины Роман — Красимир Петков Петков (независимый) по результатам выборов в правление общины.